# Gonsjjiki
Gonsjjiki (russisk: Гонщики, da.: Racerkørere) er en sovjetisk spillefilm fra 1972 instrueret af Igor Maslennikov.

## Medvirkende
- Jevgenij Leonov som Ivan Kukusjkin
- Oleg Jankovskij som Nikolaj Sergatjov
- Larisa Luzjina som Ljusja Kukusjkina
- Armen Dzhigarkhanyan som Vartan Vartanovitj
- Leonard Merzin som Bruno Lorens